# Живко Атанасов
Живко Атанасов  е български футболист, защитник. Роден е на 3 февруари 1991 г.
Атанасов е син на олимпийската шампионка и световна рекордьорка по лека атлетика Йорданка Донкова.

## Кариера
Атанасов е юноша на Левски (София). През сезон 2009/10 е капитан на дублиращия тим на сините. През януари 2010 г. е извикан в първия тим, но така и не получава шанс за изява.
През лятото на 2010 г. е преотстъпен да се обиграва в Чавдар (Бяла Слатина), където е твърд титуляр в Б група през сезон 2010/11. Местните фенове го избират за „Футболист №1 на Чавдар“.
През лятото на 2011 г. отново е преотстъпен от Левски, този път на Септември (Симитли). През есента на сезон 2011/12 записва 11 мача в Б група.
На 16 февруари 2012 г., след кратък пробен период, подписва договор с Черно море (Варна).

## Успехи
Черно море
- Купа на България и Суперкупа (1): 2014 – 15 Вицешампион (1):2023-24 Бронзов медал(1):2024-25

## Статистика по сезони
| Сезон     | Отбор                 | Първенство | Мачове | Голове |
| --------- | --------------------- | ---------- | ------ | ------ |
| 2009/2010 | Левски (София)        | А група    | 0      | 0      |
| 2010/2011 | Чавдар (Бяла Слатина) | Б група    | 35     | 0      |
| 2011/ес.  | Септември (Симитли)   | Б група    | 11     | 0      |
| 2012/пр.  | Черно море            | А група    | 15     | 1      |
| 2012/2013 | Черно море            | А група    | 18     | 0      |
| 2013/2014 | Черно море            | А група    | 19     | 1      |
| 2014/2015 | Черно море            | А група    | 21     | 0      |